# Сурнев, Роман Васильевич
Роман Васильевич Сурнев (18 июня 1993, Старая Майна, Ульяновская область) — российский биатлонист, призёр чемпионата России. Мастер спорта России.

## Биография
На внутренних соревнованиях представляет Ульяновскую область. Тренеры — Маркова Татьяна Владимировна, Юрий Охотников.
Победитель первенства России среди юниоров по летнему биатлону 2011 года в эстафете, 2013 года в спринте. В зимнем биатлоне — серебряный призёр Всероссийских соревнований в спринте (2014).
Участник юниорского чемпионата мира по летнему биатлону 2014 года в Тюмени, где был 19-м в спринте и 11-м — в гонке преследования.
С 2014 года выступал на Кубке России среди взрослых. Становился призёром этапа в эстафете. Победитель и неоднократный призёр чемпионата Приволжского ФО.
В 2019 году стал бронзовым призёром чемпионата России в командной гонке в составе сборной ПФО.